# Вількув (Прудницький повіт)
Вількув (пол. Wilków, нім. Wilkau) — село в Польщі, у гміні Біла Прудницького повіту Опольського воєводства.
Населення — 182 особи (2011).
У 1975-1998 роках село належало до Опольського воєводства.

## Демографія
Демографічна структура станом на 31 березня 2011 року:
|          | Загалом | Допрацездатний вік | Працездатний вік | Постпрацездатний вік |
| -------- | ------- | ------------------ | ---------------- | -------------------- |
| Чоловіки | 89      | 16                 | 59               | 14                   |
| Жінки    | 93      | 18                 | 52               | 23                   |
| Разом    | 182     | 34                 | 111              | 37                   |